# 云珠樱蛤
云珠樱蛤（学名：Bathytellina abyssicola），是帘蛤目樱蛤科Bathytellina属的一种。主要分布于韩国、台湾，常栖息在深海。